# Jan Kociniak
Jan Kociniak (sinh ngày 8 tháng 11 năm 1937 – mất ngày 20 tháng 4 năm 2007) là một diễn viên điện ảnh và diễn viên sân khấu người Ba Lan.
Jan Kociniak sinh tại Stryj, Ba Lan (nay thuộc Ukraine). Ông tốt nghiệp Trường Sân khấu Warsaw vào năm 1961 và biểu diễn tại Nhà hát Atheneum ở Warsaw trong phần lớn sự nghiệp diễn xuất. Jan Kociniak cũng nổi tiếng với sự góp mặt trong nhiều phim điện ảnh và phim truyền hình. Ông còn tham gia lồng tiếng cho nhiều bộ phim (chẳng hạn như vai Winnie the Pooh trong phiên bản tiếng Ba Lan).
Jan Kociniak được trao tặng Huân chương Polonia Restituta, một trong những huân chương vinh dự nhất tại Ba Lan.

## Thành tích nghệ thuật
- 1960: Miejsce na ziemi.... Kocoń
- 1963: Daleka jest droga
- 1963: Liczę na wasze grzechy.... Adam Panek
- 1964: Wiano.... Bạn của Staszek
- 1965: The Saragossa Manuscript.... J. Kociniak
- 1966: Niewiarygodne przygody Marka Piegusa (sê-ri phim truyền hình).... Militiaman Stonoga
- 1966: Klub profesora Tutki (sê-ri phim truyền hình).... Con trai của chủ tịch
- 1967: The Night of the Generals
- 1967: Kochajmy syrenki
- 1967: Paryż - Warszawa bez wizy
- 1968: Lalka
- 1971: Pierścień księżnej Anny.... Pacholek krzyzacki
- 1971: Kłopotliwy gość.... Paver
- 1975: Awans.... Clerk Karczewiak
- 1977: Wielka podróz Bolka i Lolka
- 1981: Teddy Bear
- 1984: Trzy młyny (sê-ri phim truyền hình)
- 1985: Kobieta w kapeluszu
- 1985: Miłość z listy przebojów
- 1985: 5 dni z życia emeryta (sê-ri phim truyền hình).... Zbyszek
- 1985: Jezioro Bodeńskie.... Klaus
- 1986: Sons and Comrades.... Klaus
- 1987: Misja specjalna
- 1987: Komediantka
- 1988-1990: Mistrz i Małgorzata (sê-ri phim truyền hình).... Bengalski
- 1991: Calls Controlled
- 1997: Złotopolscy (sê-ri phim truyền hình).... Wolny
- 1997-1998: Z pianką czy bez (sê-ri phim truyền hình).... Kazimierz Suryn
- 1999: Dom (sê-ri phim truyền hình)
- 2001: Więzy krwi (sê-ri phim truyền hình)
- 2002-2006: Samo życie (sê-ri phim truyền hình).... Lucjan Michalak
- 2003: King Ubu.... Đại sứ Pháp
- 2007: Ryś